# Вулиця Олександра Пироговського (Київ, Чоколівка)
Ву́лиця Олекса́ндра Пирого́вського — зникла вулиця, що існувала в Залізничному, нині Солом'янському районі міста Києва, місцевість Чоколівка. Пролягала від Повітрофлотського проспекту до Молодогвардійської вулиці.

## Історія
Вулиця виникла на початку XX століття під назвою Михайлівська, з 1963 року — вулиця Олександра Пироговського, на честь О. С. Пироговського. Ліквідована разом із навколишньою малоповерховою забудовою наприкінці 1970-х — на початку 1980-х років.
1984 року ім'ям Пироговського було названо частину Дачної вулиці неподалік.